# Miloš Dragojević
Miloš Dragojević (czarn. i serb. Милош Драгојевић, ur. 3 lutego 1989 w Titogradzie) – czarnogórski piłkarz występujący na pozycji bramkarza w FK Otrant Ulcinj  .

## Kariera klubowa
Wychowanek klubu FK Budućnost Podgorica z rodzinnego miasta Podgorica. W sezonie 2008/09 włączono go do kadry pierwszego zespołu i wkrótce po tym wypożyczono do FK Mladost Podgorica (Druga Liga). Po powrocie do Budućnosti 22 maja 2010 zadebiutował w 1. CFL w wygranym 2:0 spotkaniu przeciwko FK Berane. W lipcu 2010 roku zadebiutował w europejskich pucharach w przegranym 1:2 meczu z Bakı FK w kwalifikacjach Ligi Europy 2010/11. Jesienią 2010 roku wypożyczono go do drugoligowego klubu FK Bratstvo Cijevna, gdzie zaliczył 2 ligowe występy. Latem 2011 roku doznał poważnej kontuzji kolana, która wykluczyła go z gry na sezon 2011/12, po którym jego kontrakt z FK Budućnost wygasł i nie został przedłużony.
W lipcu 2012 roku odbył testy w Widzewie Łódź, po których podpisał roczną umowę. Początkowo występował on w drużynie Młodej Ekstraklasy. W listopadzie 2012 roku, po tym jak podstawowy bramkarz Maciej Mielcarz doznał zerwania więzadeł krzyżowych, włączono go na stałe do składu pierwszego zespołu. 9 listopada 2012 Dragojević zadebiutował w Ekstraklasie w przegranym 0:1 meczu z Lechem Poznań. W maju 2013 roku podczas treningu uszkodził więzadło krzyżowe, co w konsekwencji oznaczało dla niego kilkumiesięczną rekonwalescencję. Po sezonie 2012/13 odszedł z Widzewa i został piłkarzem FK Mladost Podgorica, gdzie rozegrał 14 ligowych spotkań i dotarł do finału Pucharu Czarnogóry 2013/14.
Latem 2014 roku podpisał kontrakt z OFK Beograd, z którego odszedł po pół roku bez rozegrania żadnego ligowego meczu. W rundzie wiosennej sezonu 2014/15 występował w macedońskim FK Pelister, w którym zaliczył 14 spotkań. W drugiej połowie 2015 roku pozostawał bez klubu. Na początku 2016 roku został zawodnikiem OFK Petrovac. Latem tego samego roku powrócił do macierzystej FK Budućnost Podgorica, z którą zdobył mistrzostwo Czarnogóry w sezonie 2016/17. W 2023 został wypożyczony do OFK Mladost DG.

## Kariera reprezentacyjna
W latach 2008–2010 występował w reprezentacji Czarnogóry U-21, w której zaliczył 3 spotkania.

## Sukcesy
FK Budućnost Podgorica
- mistrzostwo Czarnogóry: 2016/17